# South by Southwest
«Південь-південний захід» (англ. South by Southwest, SXSW) — щорічний фестиваль, що складається з ряду музичних, кіно- і медіафестивалів (SXSW Gaming Awards) і конференцій, що відбуваються з 1987 року в середині березня в місті Остіні, Техас, США. В останні роки тривалість заходу становить 10 днів.
Фестиваль проводиться компанією SXSW Inc., яка планує і проводить конференції, виставки, фестивалі та інші заходи. На додаток до трьох основних фестивалів, компанія керує трьома великими конференціями. Дві з них проходять в Остіні: SXSWedu, конференція з інновацій в освіті, та SXSW Eco, конференція з проблем навколишнього середовища. Ще одна конференція проводиться в Лас-Вегасі — SXSW V2V, що фокусується на інноваційних стартапах.
У 2020 та 2021 роках події відбувалися онлайн через пандемію COVID-19.